# Jounieh
Jounieh este un oraș din Liban, cu o populație de aproximativ 100.000 de locuitori.

## Monumente
- Bkerke⁠(en)[traduceți], sediul Bisericii Maronite, cea mai mare comunitate creștină din Liban